# Aegus dilatatus
Aegus dilatatus là một loài bọ cánh cứng trong họ Lucanidae. Loài này được Fairmaire mô tả khoa học năm 1849.